# Beelsfundatie

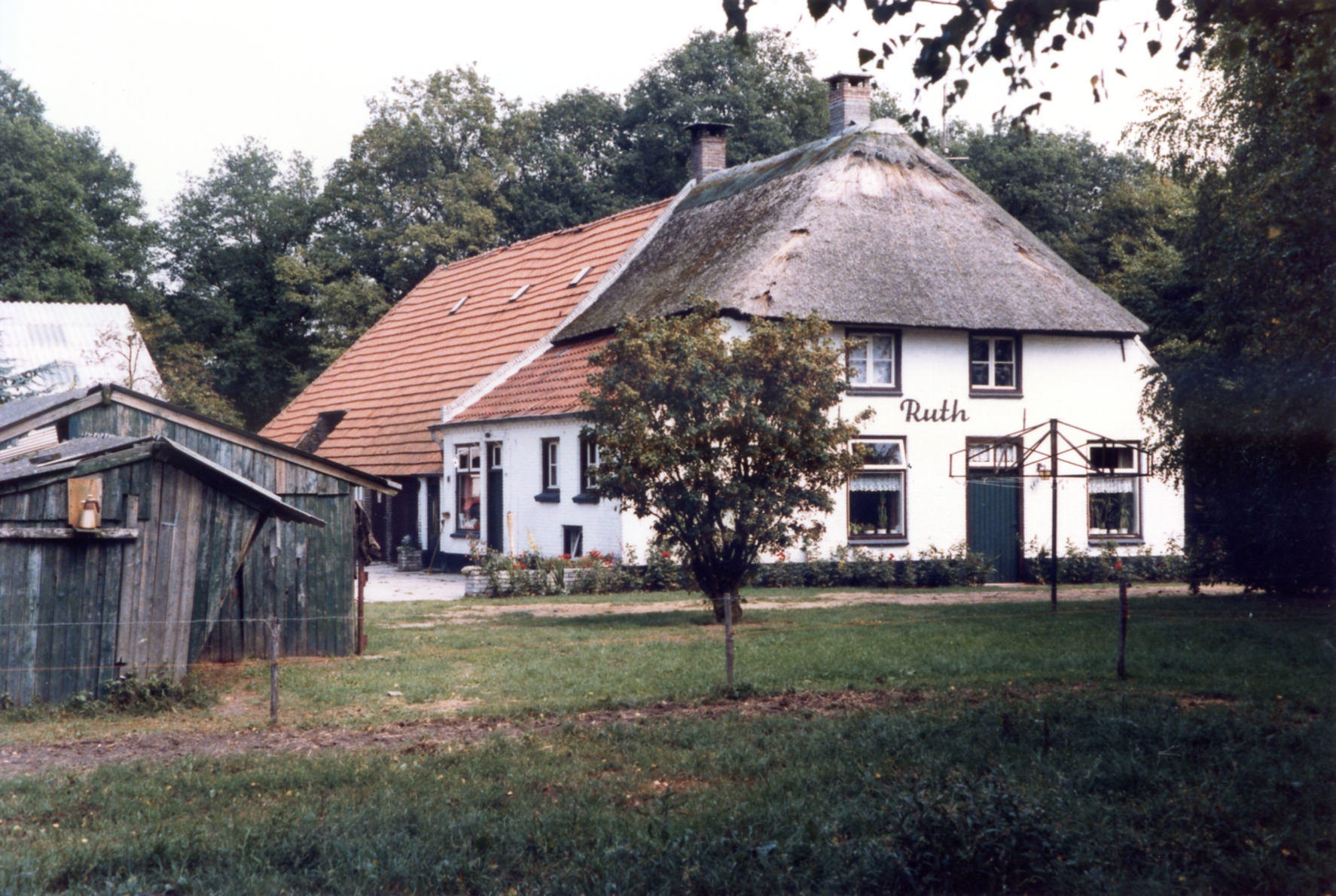
Hoeve Ruth (1986)

De Beelsfundatie is de naam van een organisatie die onder meer een bezitscomplex in de gemeente Deurne beheert.

## Ligging
Het bezitscomplex ligt aan de weg van Vlierden naar Liessel, geflankeerd door de Astense Aa. Dit gebied omvatte onder meer delen van het huidige gehucht Baarschot en de boerderijen Vorst, Pannenhoef en Ruth.

## Geschiedenis
De basis voor het bezitscomplex werd gelegd door Felix Keunen uit de nalatenschap van de uit Helmond afkomstige geneeskundige dr. Theodorus Beels (1773-1845), de oom van Keunen. Beels was huisarts in Breda, maar goed bekend met de grote armoede in zijn geboortestad. Op zijn verzoek werd twee jaar na zijn dood in 1847 de Beelsfundatie ingesteld, die tot op vandaag hulp geeft aan de stille armen in Helmond uit oude bezittingen (boerderijen en landerijen).
Het betrof een eeuwigdurende fundatie tot ondersteuning van hulpbehoevende huisgezinnen en personen. Alleen zij, die zich door hunnen deugd, vlijt en oppassing steeds hebben onderscheiden en de achting hunner medeburgers verdienen komen in aanmerking voor ondersteuning. De hulpbehoevenden moesten in Helmond wonen en geen uitkering uit de algemene armenkas genieten. De statuten bepalen dat de gelden moesten worden belegd in vaste goederen of hypothecaire obligaties.
In het jaar van de oprichting werd in Vlierden het 153 ha grote landgoed Ruth en Vorst verworven, dat ooit een leengoed was van hertog Hendrik I van Brabant. Bij de hoeve Ruth stond ooit een watermolen op de Astense Aa. De Beelsfundatie is nog altijd eigenaar van delen van dit bezitscomplex, terwijl andere onderdelen zijn verkocht.

## De oprichter
Felix Theodorus Keunen (Mierlo, 30 april 1799 - Stratum, 23 februari 1882) was een bierbrouwer en oprichter van de Beelsfundatie. Hij werd geboren als vierde zoon en jongste kind van Antonius Keunen (1762-1834) en Joanna Adriana Beels (1764-1829). Hij was net als zijn vader bierbrouwer en bezat Brouwerij De Keizer te Stratum. Naar de laatste wens van zijn peetoom Theodorus Nicolaas Beels richtte hij als algemeen erfgenaam in juni 1847 de Beelsfundatie op, om arme lieden te ondersteunen.
Hij was verder fabrikant en grootgrondbezitter. De Heihoef in Stratum was een buitenplaats van hem. In 1881 verkocht hij dit landgoed aan een groep redemptoristen. Keunen was gehuwd en had 11 kinderen, van wie meerderen het beroep van hun vader voortzetten.